# Euphyia cacuminata
Euphyia cacuminata là một loài bướm đêm trong họ Geometridae.